# Церква Святої Параскеви Сербської (Немія)
Церква Святої Параскеви Сербської — дерев'яний храм у селі Немія Вінницької області.
Храм є пам'ятником подільського дерев'яного зодчества, побудований в 1775 році. Він виконаний з дуба та ясена в стилі українського бароко. 

## Легенда про церкву
За переказами в селі Немія жив поміщик – пан Маєвський, у якого була дочка, що була німою від народження. Сільські діти не хотіли знатися з хворою дівчинкою і часто з неї насміхалися. Бідна дитина не витримала такого до себе ставлення і втопилася у річці, що протікала через село. Відтоді річка отримала назву Немійка, а село – Немія (на честь німої дівчинки). Батько, пан Маєвський, не міг змиритися зі смертю дочки і вирішив спокутувати її гріх, побудувавши в селі храм. Він прийняв православ'я і збудував у 1775 р. біля місця її загибелі церкву в ім'я святої Параскеви. Церкву побудували з дуба і ясеня у стилі українського бароко, з окремою дзвіницею з оборонним призначенням, адже поруч проходив торговий, він же і військовий Волоський шлях. На косяку широких із скошеними верхніми вуглами дверей, що вбудовані з бокової сторони притвору є традиційний напис, який свідчить: «Сей храм Господень сооружися року Божия 1775».

## Радянський період
У 1937-1938 роках, люди не дали зруйнувати церкву, заховавши ікони та церковні цінності.

## Відомі відвідувачі
Неодноразово бували у Свято-Параскеївському храмі мати Лесі Українки Олена Пчілка (1920-1924 роки) та Михайло Старицький (письменник, театральний та культурний діяч). Відвідували богослужіння також невістка Олени Пчілки, українська письменниця Олександра Судовщикова (псевд. Грицько Григоренко) і зять, музикознавець і фольклорист, чоловік Лесі Українки Климент Квітка. Також у церкві бував художник Василь Тропінін, що тривалий час проживав по сусідству в с. Кукавка.

## Галерея

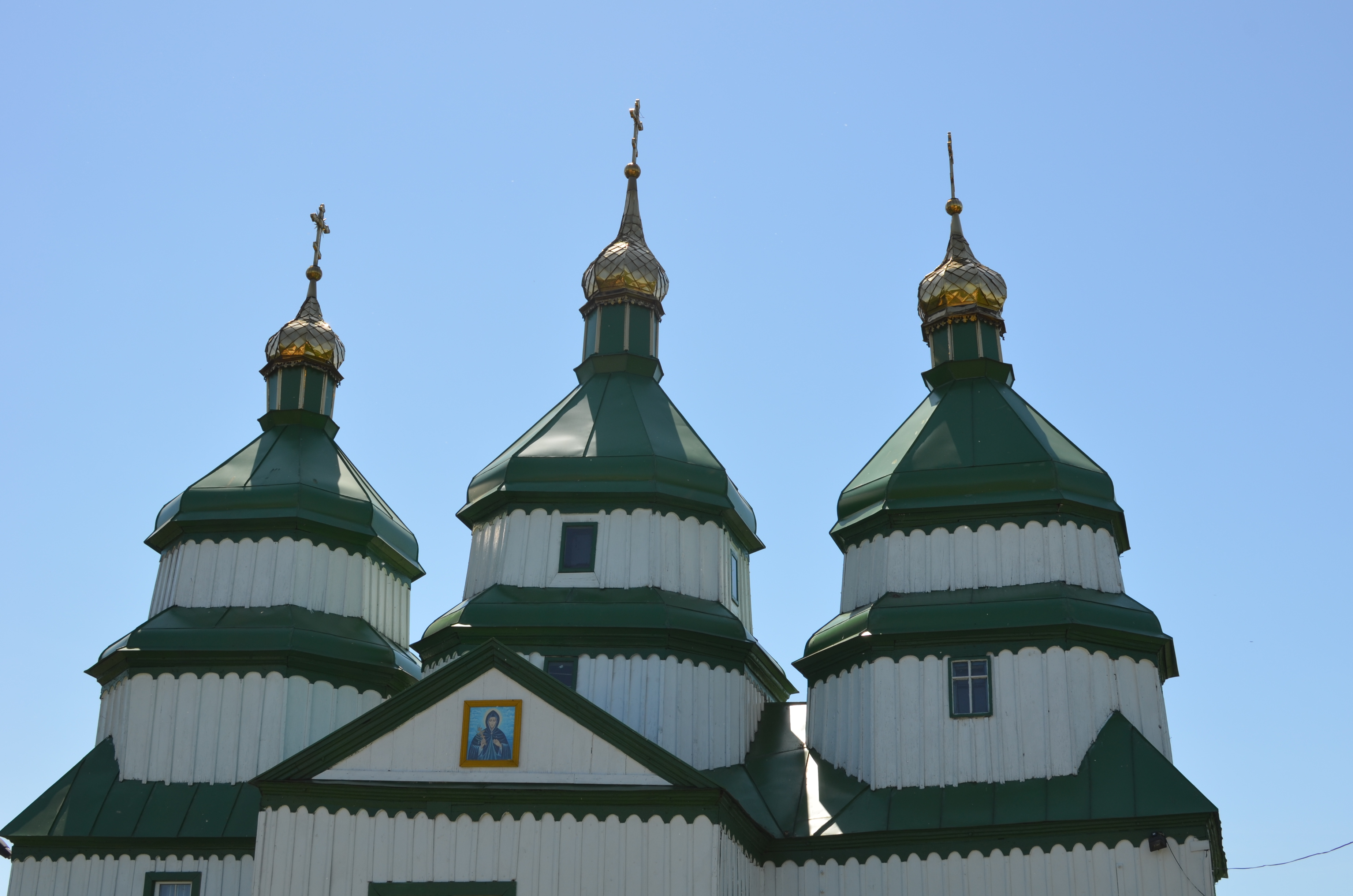
Три куполи церкви
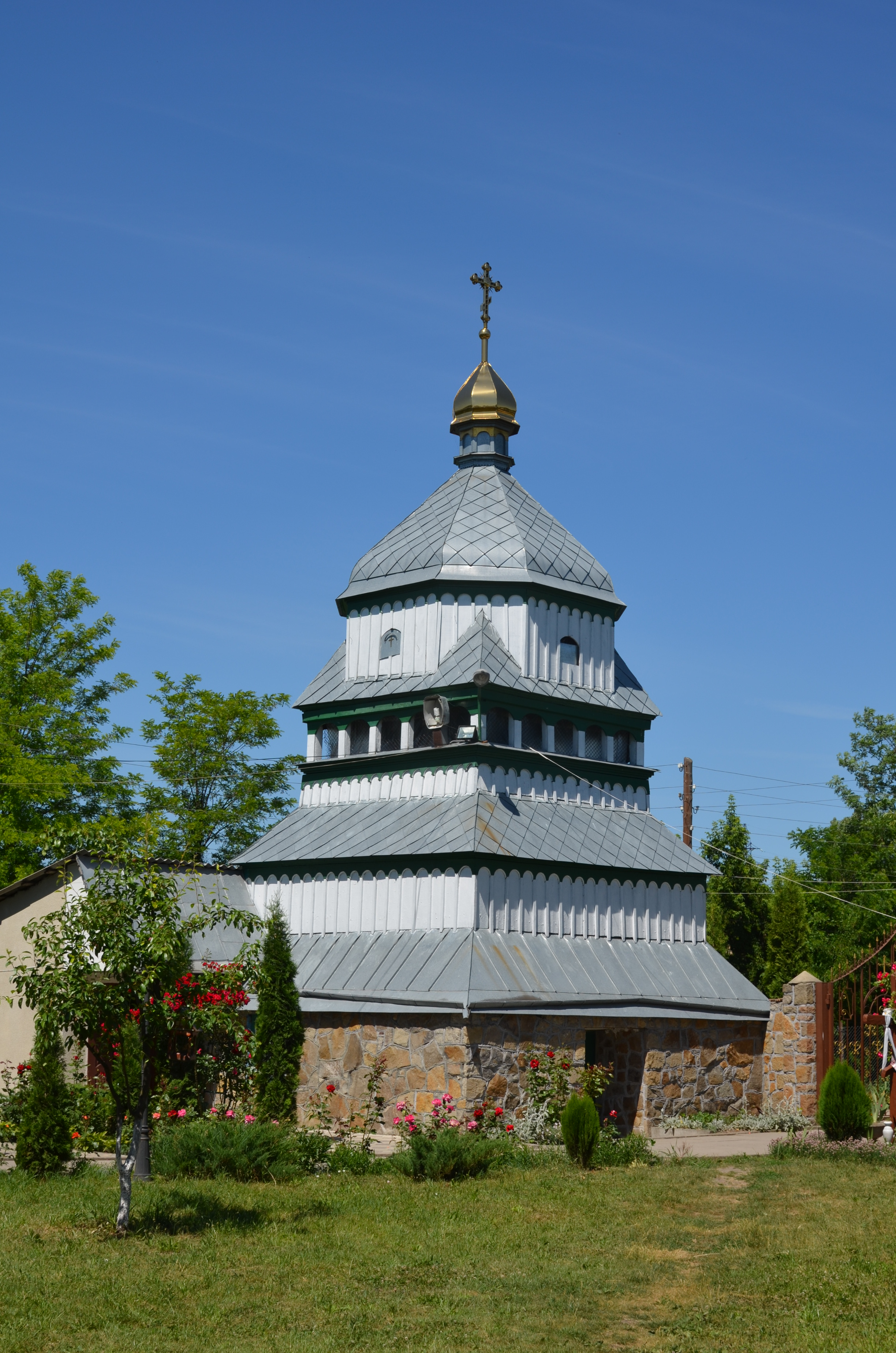
Дзвіниця
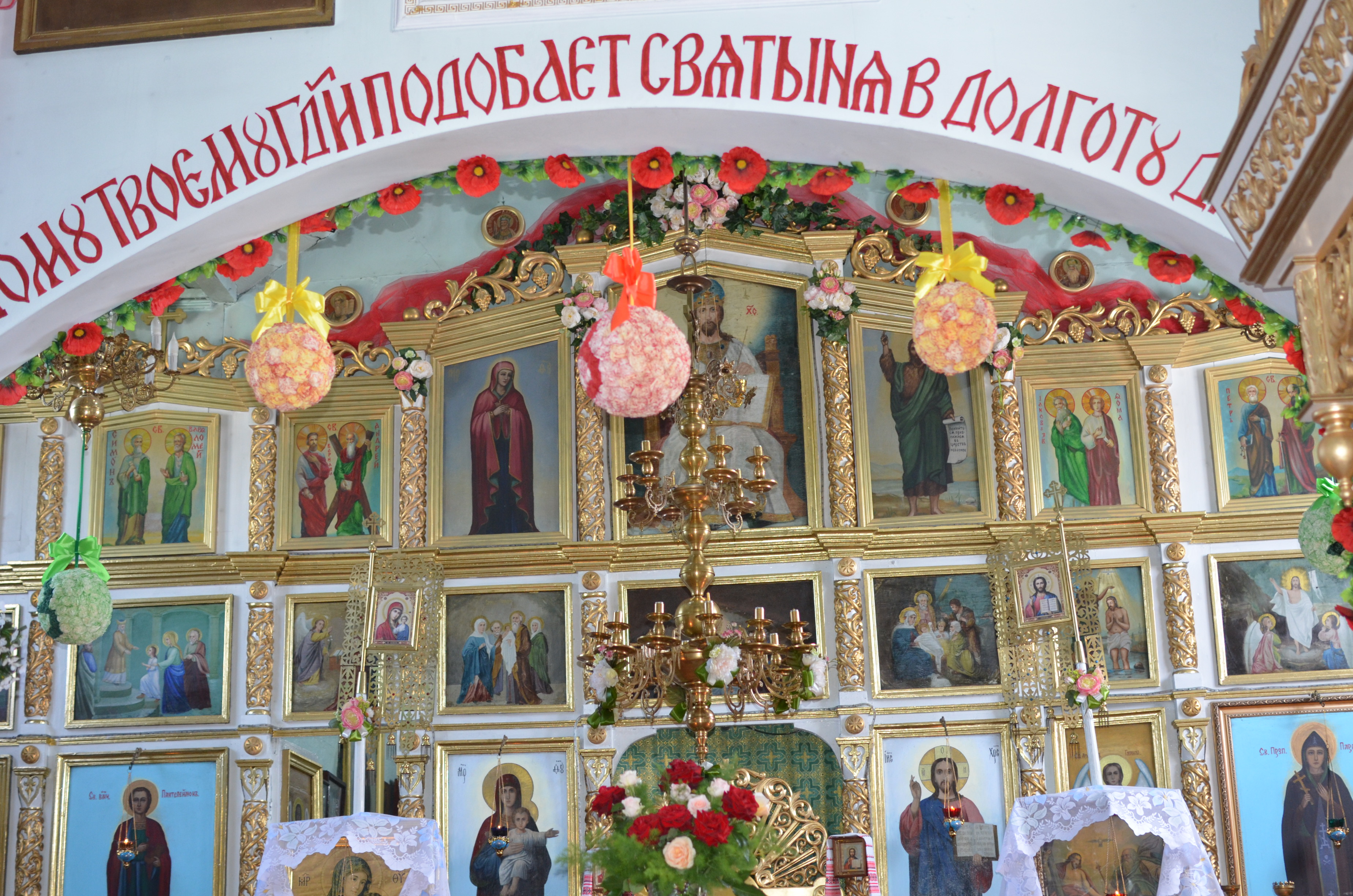
Всередині церкви
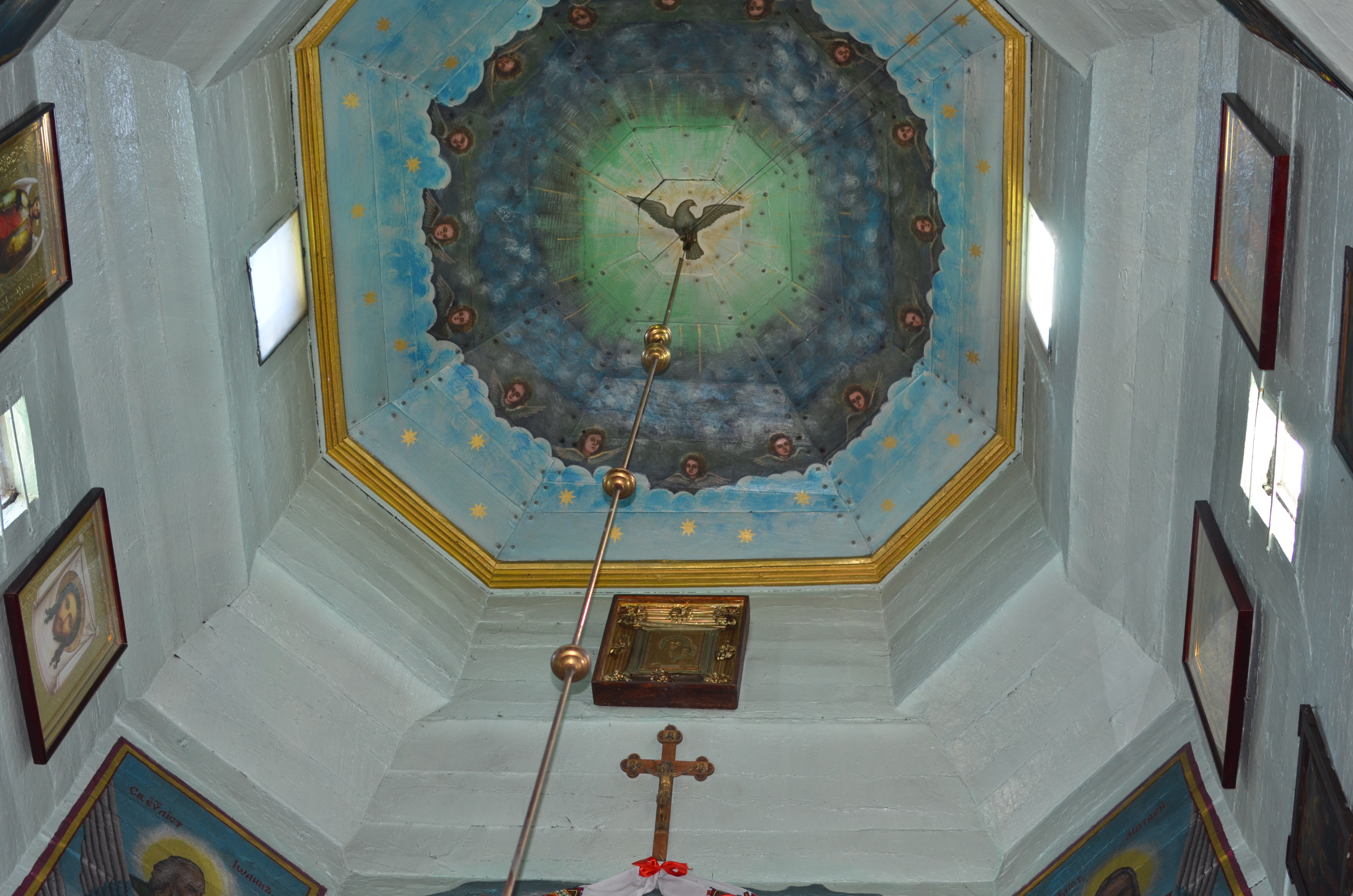
Розписаний дах церкви
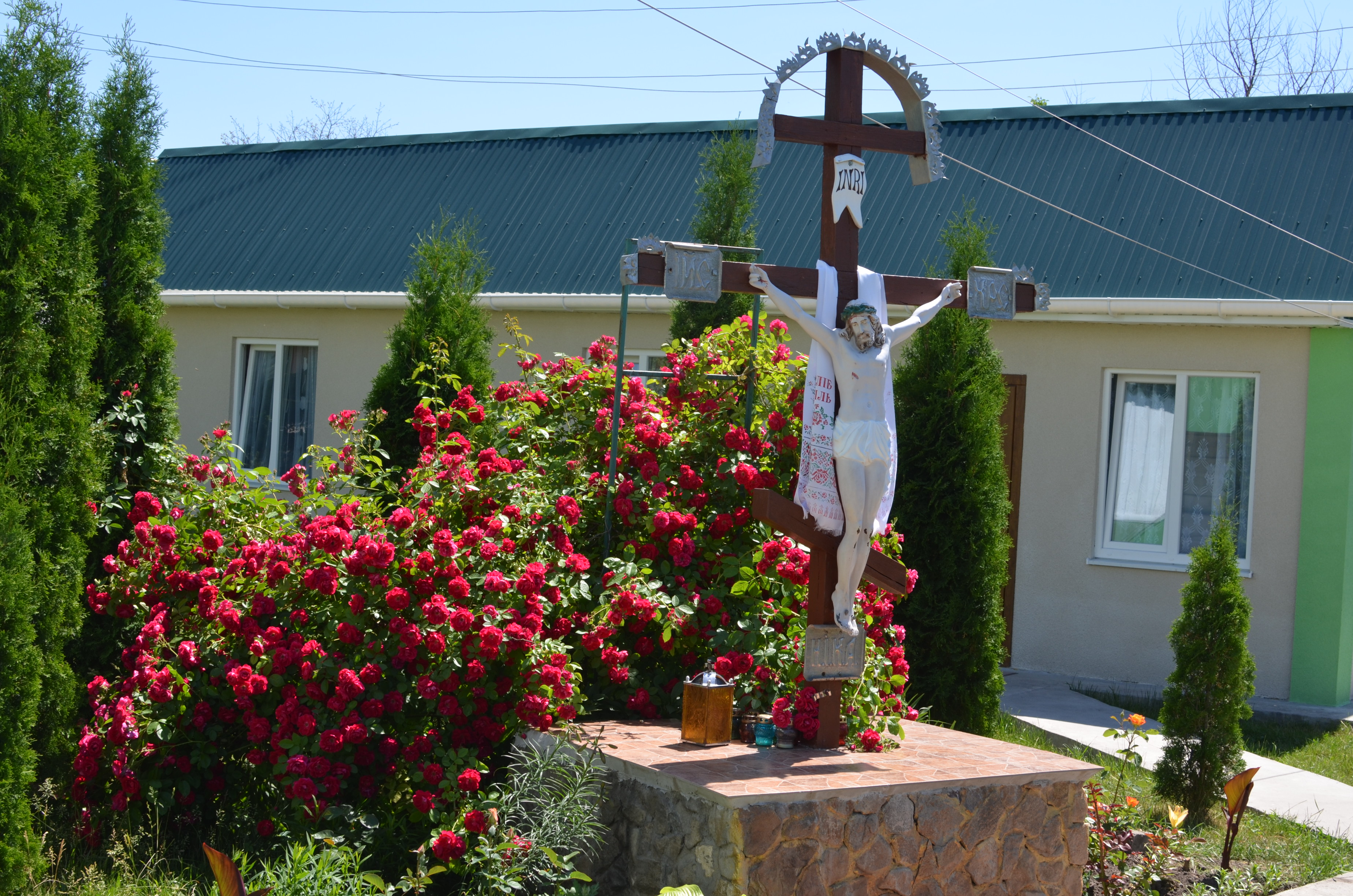
Хрест
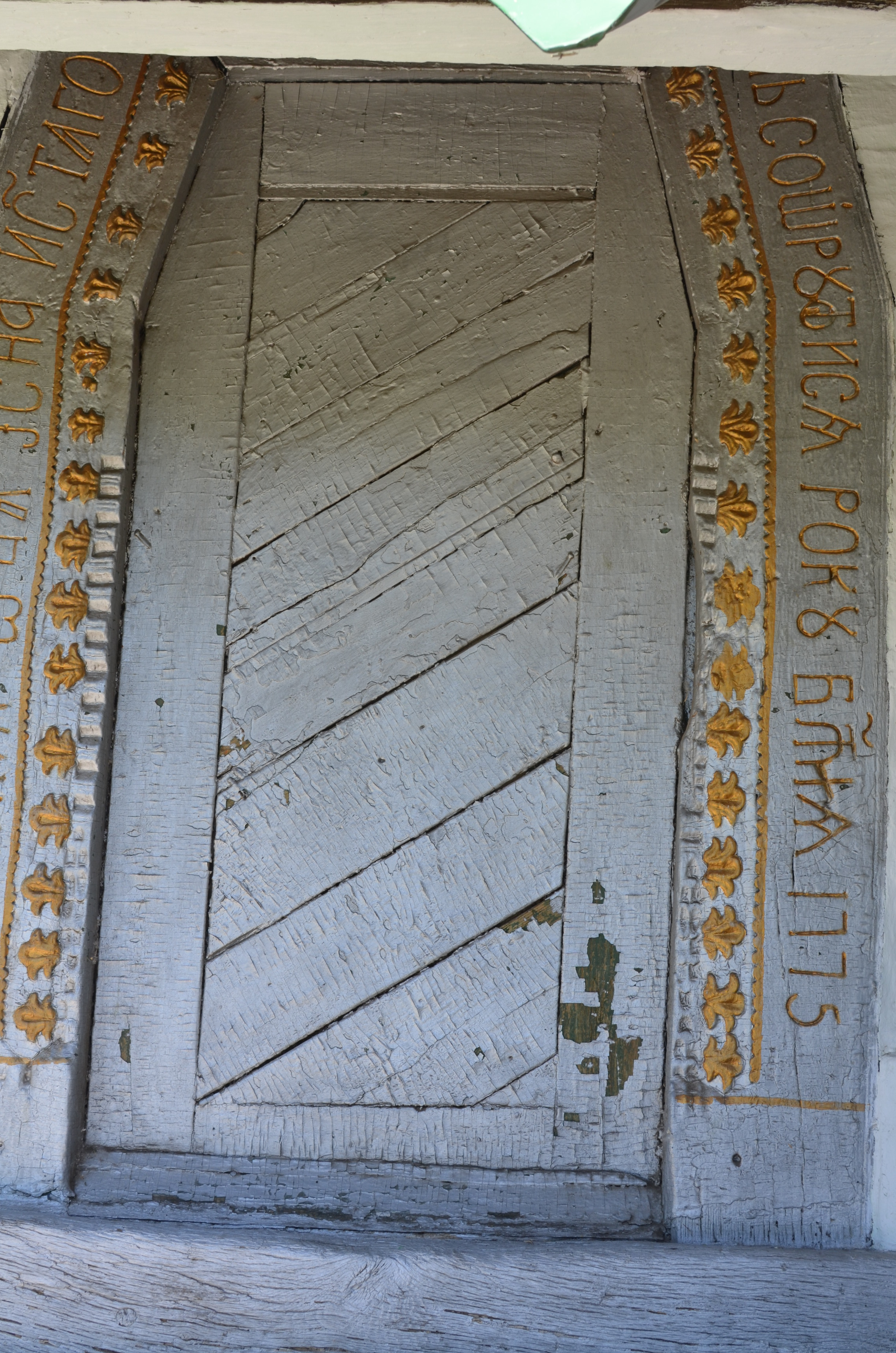
Напис на дверях
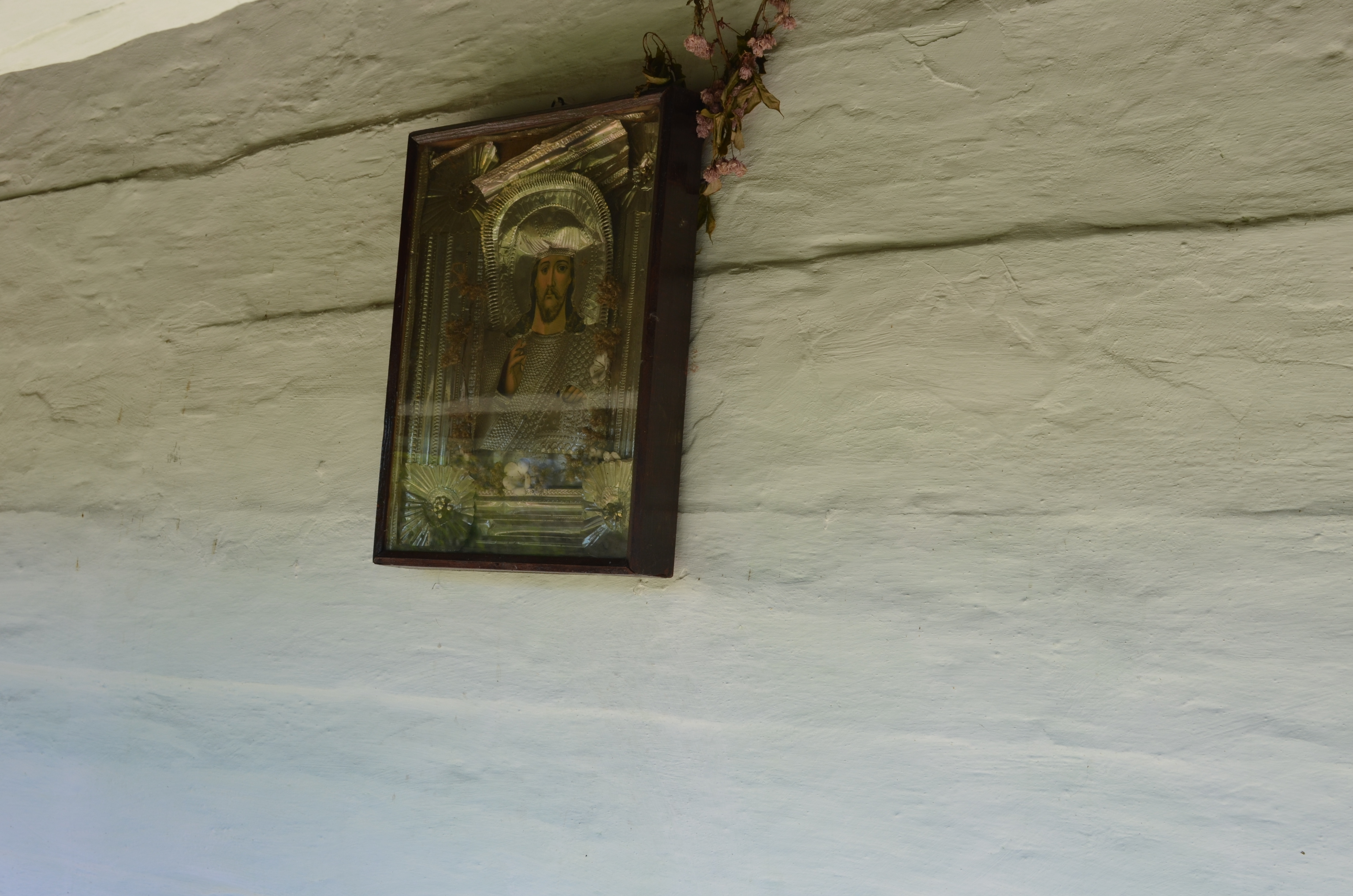
Ікона на зовнішній стороні церкви
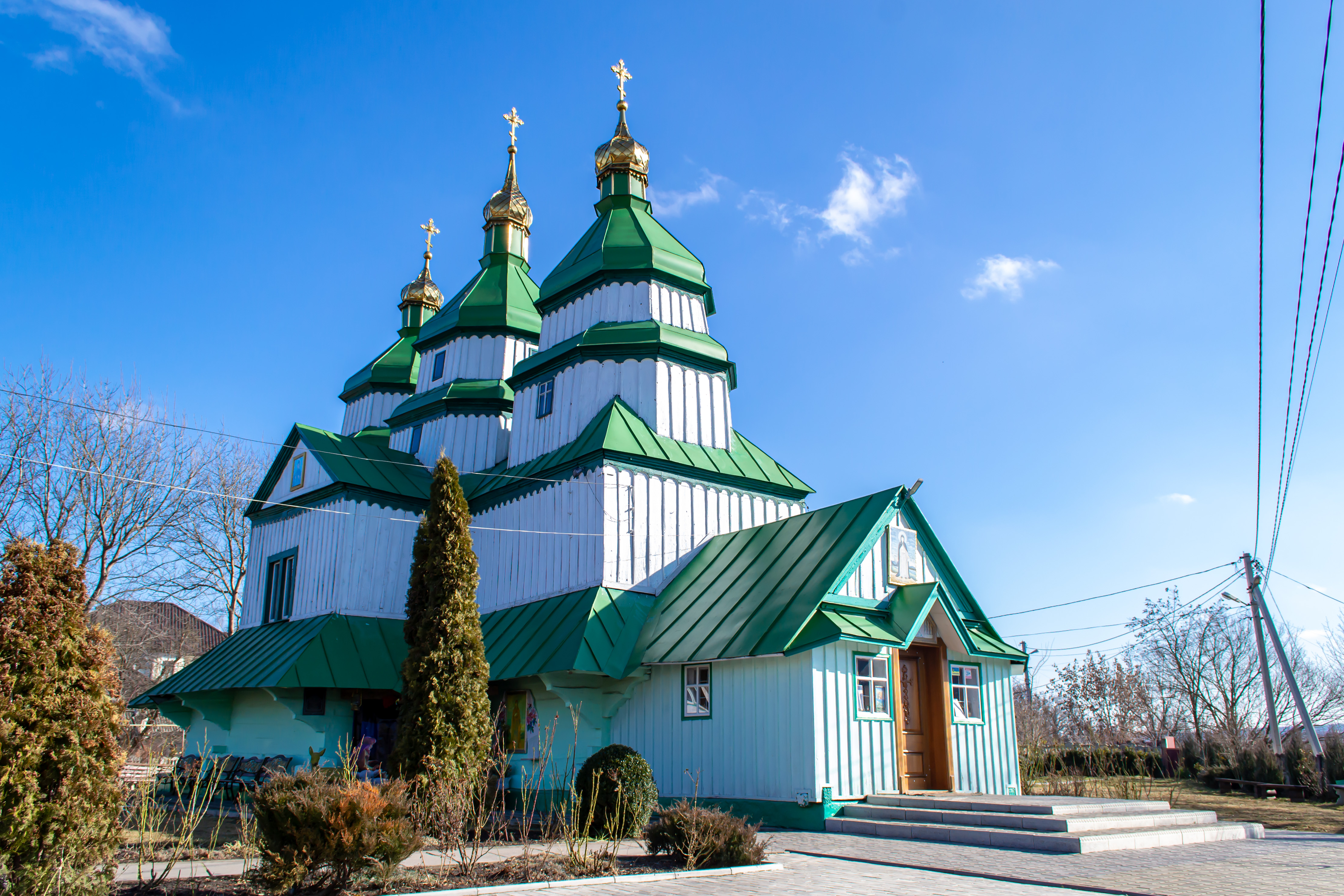
Церква на початку 2022 року